# Catocala atocala
Catocala atocala là một loài bướm đêm thuộc họ Erebidae. Nó được tìm thấy ở Louisiana phía tây đến Oklahoma và phía bắc đến miền nam Illinois.
Con trưởng thành bay từ tháng 7 đến tháng 8. Có thể có một lứa một năm.
Ấu trùng ăn Juglans cinerea và Juglans nigra.